# Чёрный Поток (Ивано-Франковская область)
Чёрный Пото́к (укр. Чорний Потік) — село в Делятинской поселковой общине Надворнянского района Ивано-Франковской области Украины.
Население по переписи 2001 года составляло 2701 человек. Занимает площадь 15.347 км². Почтовый индекс — 78461. Телефонный код — 3475.
Село Чёрный Поток — родина Героя Советского Союза Михаила Ивановича Василишина.